# Fodor Géza (búvár)
Fodor Géza (? 1954. – Szilvásvárad, 1979. július 14.) búvár, barlangkutató.
A könnyűbúvár sporttal 1972-ben ismerkedett meg, 1974-től foglalkozott barlangkutatással. Az MHSZ Debreceni Könnyűbúvár Klub tagja, majd műszaki vezetője. 1976 nyarán és 1976 telén biztosítóbúvárként részt vett az alsó-hegyi Frank-barlang kutatásában. A vízalatti barlangkutatás terén jelentős volt a miskolctapolcai Barlangfürdő 20 méteres vízmélység alatti járatainak feltárása – melyet sokáig csak ő egyedül ismert –, valamint több bükk-vidéki karsztforrás kutatása. A Szalajka-forrás víz alatti barlangjának feltárása során vesztette életét. Emlékét őrzi a forrás bejáratánál elhelyezett emléktáblája.